# The Eagle (film fra 1918)
The Eagle er en amerikansk stumfilm fra 1918 af Elmer Clifton.

## Medvirkende
- Monroe Salisbury som John Gregory
- Edna Earle som Lucy
- Ward Wing som Bob
- Alfred Allen